# 宇都宮メディア・アーツ専門学校
宇都宮メディア・アーツ専門学校（うつのみやメディアアーツせんもんがっこう）とは、栃木県宇都宮市に位置する専修学校。1976年に各種学校として創立され、当時の名称は宇都宮美術学院学校であった。1981年に宇都宮美術学院デザイン専門学校の名称で認可され、1986年に宇都宮デザイン電子専門学校へ改名。そして2001年からは現在の校名となっている。現在の校長は薄羽正明、理事長は清水崇司である。

## 設置学科
- 放送・映像・音響科
- ビジュアルデザイン科
- まんがアート科
- 建築インテリアデザイン科
- 建築インテリアデザイン研究科
- 美術大学受験科

## 卒業生
- 中村力斗 - 漫画家。『君のことが大大大大大好きな100人の彼女』の原作者。2014年にまんがアート科を卒業[1]。
- 美影サカス - 漫画家。『イマドキ☆エジプト神』の作者。ビジュアルデザイン科を卒業[2]。
- 水田満-漫画家。
- シノメン-イラストレーター。